# Kienberg (Landschaftsschutzgebiet)
Das Landschaftsschutzgebiet Kienberg ist ein mit Verordnung der Unteren Naturschutzbehörde beim Landratsamt Freudenstadt vom 16. Mai 1960  ausgewiesenes Landschaftsschutzgebiet (LSG-Nummer 2.37.022).

## Lage und Beschreibung
Das 34,9 Hektar große Gebiet liegt in einer Höhe von ca. 745–805 m am Kienberg bei Freudenstadt und umfasst Wiesenflächen mit Laubbaumreihen und Hecken zwischen dem südlichen Rand der geschlossenen Bebauung und dem Waldrand. Es gehört innerhalb des Schwarzwalds zum Naturraum Grindenschwarzwald und Enzhöhen. Zu den wenigen Bauten im Schutzgebiet zählen der Herzog-Friedrich-Turm und die Station Freudenstadt des Deutschen Wetterdienstes. Das Landschaftsschutzgebiet ist überwiegend Teil des FFH-Gebiets Freudenstädter Heckengäu.

## Schutzzweck
Wesentlicher Schutzzweck ist gemäß Schutzgebietsverordnung 
- die Erhaltung und Entwicklung der Eigenart und Vielfalt einer naturnahen Landschaft mit weiträumigen Wiesenbereichen in gehölzreicher, teils parkartiger Ausprägung und mit reich strukturierten Waldrändern eines angrenzenden Plenterwaldgebietes. Dies soll insbesondere erfolgen durch Erhaltung und Entwicklung der Wiesenbereiche, des Baumbestandes, der Hecken und Feldgehölze, der verschiedenen Pflanzen-Gesellschaften in ihren standörtlichen und nutzungsbedingten Ausprägungen, der landespflegerisch hochwertigen Standorte und Kleinstlebensräume, der Vielfalt an Pflanzen- und Tierarten, der naturnahen Wälder und Waldränder, des typischen Charakters der Kulturlandschaft sowie der landschaftlich reizvollen und abwechslungsreichen Erholungslandschaft, die Sicherung und Pflege naturschutzfachlich hochwertiger Biotope.
- Schutzzweck ist auch die Erhaltung des Lebensraumtyps Berg-Mähwiese und der Lebensstätten der Fledermausarten Wimperfledermaus, Bechsteinfledermaus und Großes Mausohr.
- Ziel der Verordnung ist zudem, die im FFH-Gebiet vorkommenden Entwicklungsflächen von Grünland zum Lebensraumtyp Berg-Mähwiesen ökologisch aufzuwerten.